# Crucea lui George
Crucea lui George (engleză George Cross) este o decorație civilă a Regatului Unit și a altor state din Commonwealthul Națiunilor.

## Istoric
Crucea lui George a fost instituită la 24 septembrie 1940 de către regele George al VI-lea al Regatului Unit. În acel moment, de apogeu al celui de-al doilea război mondial, a existat o dorință puternică de a recompensa numeroasele acte de curaj ale civililor. Decorațiile deja existente pentru civili nu au fost considerate potrivite pentru a face față noii situații, și prin urmare, s-a decis ca Crucea lui George și Medalia lui George să fie instituite pentru a recunoaște atât curajul civil în fața acțiunilor inamicului, cât și faptele de curaj, în general.

## Instituirea decorației
Anunțând instituirea acestei noi decorații, regele George al VI-lea a spus: „Pentru ca aceste acte de curaj să fie demn și prompt recunoscute, am decis înființarea unei noi distincții de onoare pentru bărbați și femei din toate categoriile sociale civile. Propun să dau numele meu acestei noi distincții, care va consta în Crucea lui George, și care va avea același rang cu Crucea Victoriei, precum și Medalia lui George, care va avea o mai largă distribuție.” 
Designul medaliei a fost realizat de către Percy Metcalfe. Decretul de instituire a decorației Crucea lui George, precum și a Medaliei lui George, din data de 24 ianuarie 1941, a fost publicat în en:London Gazette la 31 ianuarie 1941.